# Craugastor uno
Espèce
Synonymes
- Eleutherodactylus uno Savage, 1984

Statut de conservation UICN

 VU  : Vulnérable
Craugastor uno est une espèce d'amphibiens de la famille des Craugastoridae présente au Mexique.

## Répartition
Cette espèce est endémique du Mexique. Elle se rencontre en Oaxaca et au Guerrero dans la Sierra Madre del Sur.

## Publication originale
- Savage, 1984 : A new species of montane rain frog, genus Eleutherodactylus (Leptodactylidae), from Guerrero, Mexico. Amphibia-Reptilia, vol. 5, no 3/4, p. 253-260.